# イアン・トール
イアン・トール (Ian W. Toll、1967生まれ) は、アメリカ合衆国の作家であり、軍事史家である。
トールは、太平洋戦争の戦史を３部作としてまとめた『太平洋の試練』の著者である。

## 教育
トールは、ジョージタウン大学 で歴史を学び、1989年に学士号を取得した。
トールはさらに、ハーバード大学にて公共政策の修士号を1995年に取得した。

## 経歴
キャリアの初期において、トールはアメリカ上院議員ポール・サーバネス（Paul Sarbanes）およびニューヨーク州副知事スタン・ランディーン（Stan Lundine）の政治補佐官およびスピーチライターを務めた。
その後、ニューヨーク連邦準備銀行のアナリストや、3つの投資銀行で株式調査アナリストを務めた。

トールはSix Frigates: The Epic History of the Founding of the U.S. Navyの著者であり、この本によってコルビー賞を受賞している。
また、トールは太平洋戦争の歴史を3巻にわたって描いた 『太平洋の試練』を執筆した。各巻は以下の通りである。
- 第１部『太平洋の試練　真珠湾からミッドウェイまで』は、真珠湾攻撃に始まり、ミッドウェー海戦で頂点を迎える東太平洋戦域の戦いを含む、戦争最初の6か月を扱っている。

- 第２部『太平洋の試練　ガダルカナルからサイパン陥落まで』は、1942年6月から1944年6月までの期間を扱い、ソロモン諸島の戦い、ギルバート・マーシャル諸島の戦い、マリアナ・パラオ諸島の戦いといった中央太平洋および南太平洋での戦争を描いている。

- 第３部『太平洋の試練　レイテから終戦まで』は、1944年7月から1945年9月の日本の降伏に至るまでの戦争終盤を扱い、フィリピン奪還作戦、沖縄戦、広島・長崎への原爆投下が含まれている。

## 書籍
- イアン・トール『太平洋の試練　真珠湾からミッドウェイまで』 上、村上和久（訳）、文藝春秋、2013年。ISBN 978-4163764207。
- イアン・トール『太平洋の試練　真珠湾からミッドウェイまで』 下、村上和久（訳）、文藝春秋、2016年。ISBN 978-4167905620。

- イアン・トール『太平洋の試練　ガダルカナルからサイパン陥落まで』 上、村上和久（訳）、文藝春秋、2021年。ISBN 978-4167917289。
- イアン・トール『太平洋の試練　ガダルカナルからサイパン陥落まで』 下、村上和久（訳）、文藝春秋、2021年。ISBN 978-4167917296。

- イアン・トール『太平洋の試練　レイテから終戦まで』 上、村上和久（訳）、文藝春秋、2021年。ISBN 978-4163915210。
- イアン・トール『太平洋の試練　レイテから終戦まで』 下、村上和久（訳）、文藝春秋、2022年。ISBN 978-4163915227。